# Évreux (famiglia)

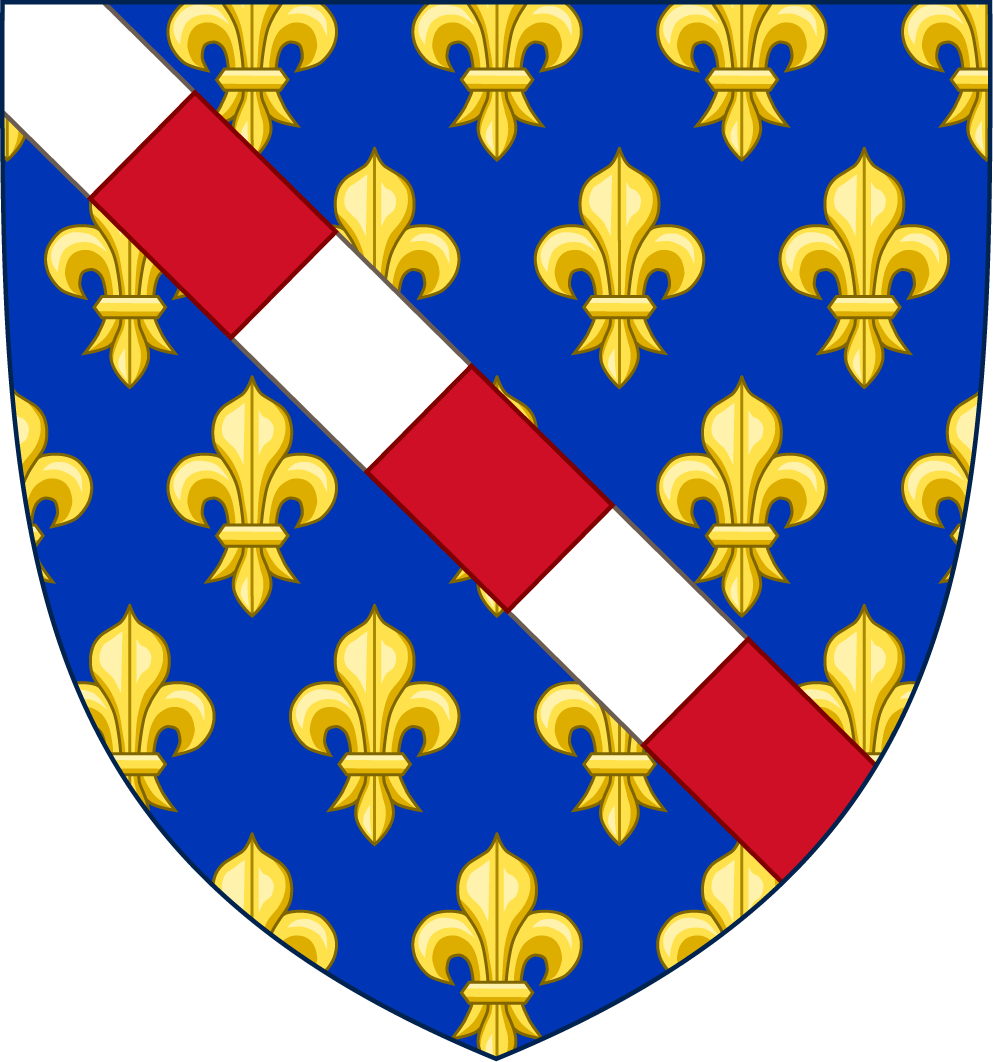
Stemma dei conti di Évreux

Con il termine Évreux si designa una dinastia di origine francese che governò sulla omonima contea di Évreux e successivamente anche sul Regno di Navarra.
La dinastia nacque con Luigi di Francia, fratello del re Filippo IV di Francia, che venne creato primo conte di Évreux.
Il regno di Navarra venne ereditato dai conti di Évreux tramite il matrimonio tra Giovanna II di Navarra, figlia del re di Francia e di Navarra Luigi X di Francia, e il conte di Évreux Filippo, che divenne re di Navarra con il nome di Filippo III.
L'ultimo sovrano di Évreux fu Bianca di Navarra, figlia di Carlo III di Navarra, che andò in moglie al re Giovanni II di Aragona.